# Páno Léfkara
Páno Léfkara är en ort i Cypern.   Den ligger i distriktet Eparchía Lárnakas, i den centrala delen av landet, 30 km söder om huvudstaden Nicosia. Páno Léfkara ligger 713 meter över havet och antalet invånare är 957. Den ligger på ön Cypern.
Terrängen runt Páno Léfkara är huvudsakligen kuperad. Páno Léfkara ligger uppe på en höjd.Trakten runt Páno Léfkara är glesbefolkad, med 16 invånare per kvadratkilometer. Närmaste större samhälle är Lythrodóntas, 9,5 km norr om Páno Léfkara. Trakten runt Páno Léfkara är i huvudsak ett öppet busklandskap.